# 바이엘사주

바이엘사주의 위치

바이엘사주(영어: Bayelsa State)는 나이지리아의 남부에 있는 주로, 주도는 예나고아이다. 면적은 10,773km2이며, 인구는 1,998,349명(2005년)이다. 1996년 10월 1일 리버스주에서 분리되어 신설되었다. 북쪽으로는 델타주, 동쪽으로는 리버스주, 남쪽과 서쪽으로는 대서양과 접한다. 석유와 천연 가스 상당수가 매장되어 있다.